# Ulysses Anton von Salis-Soglio
Ulysses Anton Freiherr von Salis-Soglio (* Juli 1792 in Soglio, Schweiz; † 12. Mai 1848 in Mantua, Italien) war ein österreichischer Offizier.

## Leben
Ulysses Anton Freiherr von Salis-Soglio entstammte dem alten Graubündener Adelsgeschlecht Salis. Er wurde als Sohn des österreichischen Kämmerers Anton Freiherr von Salis-Soglio (* 2. Oktober 1760 in Soglio; † 13. September 1831 in Innsbruck) und dessen Ehefrau Elisabeth Buol von Strassberg (* 1763; † 1834) geboren.
Bereits in seiner frühen Jugend wurde er Soldat und stieg beim Infanterieregiment Nr. 25 unter Gustav von Wocher bis zum Oberst auf. Er wurde aus dem aktiven Dienst in den Hofdienst berufen und war Kammerherr und Hofmeister beim Prinzen Leopold des Erzherzog Rainer von Österreich in Mailand. Im August 1846 wurde Ulysses Anton Freiherr von Salis-Soglio Dienstkämmerer und Vorstand des Erzherzogs Sigismund von Österreich.
Aufgrund der italienischen Unabhängigkeitsbestrebungen, die zur nationalen Selbstbestimmung führen sollten, wurde Ulysses Anton Freiherr von Salis-Soglio als Generalmajor 1848 wieder in den aktiven Armee-Dienst zurückgeholt. In der Schlacht von Santa Lucia bei Verona, in der die Österreicher gegen die Piemontesen kämpften, wurde er am 6. Mai 1848 so schwer verwundet, dass er an seiner Verletzung am 12. Mai 1848 verstarb.
Er ist am 5. März 1845 vom zwinglianischen Glauben zum katholischen Glauben übergetreten.

## Auszeichnungen
Er war Ritter des kaiserlich-russischen St. Annen-Ordens 3. Klasse.